# スターオーシャン5 -Integrity and Faithlessness-
『スターオーシャン5 -Integrity and Faithlessness-』（スターオーシャンファイブ インテグリティ アンド フェイスレスネス、STAR OCEAN: INTEGRITY AND FAITHLESSNESS）は、スクウェア・エニックスが2016年3月31日に発売したPlayStation 4 / PlayStation 3用ゲームソフト。

## 概要
スターオーシャンシリーズのメインタイトル第5作目。略称は「SO5」。
2015年4月9日に予告なくティザーサイトが公開、続く2015年4月15日に正式に公表された。当初は2016年2月25日発売予定だったが、2016年3月31日に変更された。その後、ハードに合わせた最適化や品質向上のため、PS3版のみ2016年4月28日に変更となった。
複数の惑星間を股にかけた前作『スターオーシャン4 -THE LAST HOPE-』とは異なり、主要な惑星は未開惑星フェイクリードのみであり、時系列は『スターオーシャン セカンドストーリー』と『スターオーシャン Till the End of Time』の間となっている。また、『スターオーシャン』を彷彿させるファンタジー色の強い作品となっている。

## ストーリー
西暦2623年（宇宙暦537年）、地球から六千光年以上離れた惑星「フェイクリード」。“呪印”と呼ばれる魔術で独自に発展した文明の中心地、ヴェスティール大陸の辺境からすべてが始まる。

## システム
シームレス
本作ではバトル及びイベント等がシームレスで進行する。全ての敵がフィールド上に視覚化されており、これらに攻撃を仕掛けるか発見されることで戦闘に突入する。そのため、移動マップがそのまま戦闘フィールドとなる。
これらには『インフィニット アンディスカバリー』の技術が応用されている。
イベント
イベントシーンもシームレスで展開され、従来作のようにイベント画面に切り替わらず移動画面のままキャラクターが会話を始めたり、アクションを起こしたりする。限られた範囲のみだが、イベント中も主人公を操作できる。一方、イベント中でもカメラワークの移動は自動では行われず、移動中同様にプレイヤーが操作しなければならない。動かせる範囲も主人公を中心とした周囲のみ。また、多くのイベントにおける主人公の立ち位置もプレイヤーに委ねられていることになる。従来のようなカットシーンやムービーのイベントは撤廃された訳ではないが大幅に減少している。
これは「度々カットシーンが挿入されてプレイが止まってはゲームの没入感が損なわれる」「ゲームを止めずプレイ感を優先したい」という判断により、演出が弱くなる点を受け入れた上で採用されている。
戦闘
本作は『SO3』をベースとした「小攻撃」「大攻撃」「ガード」の三すくみのアクションが取り入れられている。小攻撃はガードには弾かれてしまうが発生速度は早く、大攻撃を阻止することができる。大攻撃は発生速度が遅いために小攻撃に阻止されてしまうが、ガードを崩すことができる。ガードは小攻撃は防げるが、大攻撃には破られると言った形である。ただし、敵には発動の早い大攻撃を繰り出して来るものや小攻撃で大攻撃を阻止できない鋼体を持つものもいるため、必ずしも三すくみが有効とは限らない。また、紋章術はいずれもガードでは防げない。
バトルスキルは小攻撃、大攻撃にそれぞれセット可能で、大攻撃にセットした場合は威力が上がる代わりに消費MPも増える。一方、小攻撃でも大攻撃でも発生速度は変わらない。なお、バトルスキルのほとんどは過去作のものが流用されている。

## 登場人物

### メインキャラクター
フィデル・カミューズ
声 - 石川界人
種族 - フェイクリード人
武器 - 片手剣
男性 / 生年月日 - 宇宙暦514年4月8日 / 身長 - 177cm / 体重 - 69kg
本作の主人公。スタール村を守っている青年。父に任された道場で若くして師範を務めており、何に対しても誠実で有事にも動じず対応できる能力と冷静さを備えるが、その内には熱さを秘める。レスリア国内の動乱が生まれ育った地にまで及んだことで、危機を乗り越える術を求めてミキと一緒に旅立つことになる。
父に対してコンプレックスを抱いてるなど未熟な面もあり、開発スタッフに「自己は確立されてきているけど、まだまだ成長過程」と評されている。また、髪の色についてはプロデューサーの小林の要望である。
ミキ・ソーヴェスタ
声 - 東山奈央
種族 - フェイクリード人
武器 - 杖
女性 / 生年月日 - 宇宙暦519年7月3日 / 身長 - 159cm / 体重 - 45kg
フィデルの幼馴染であり、彼を兄のように慕っている。希少な治療能力の持つ呪印術士で、村の守りにも一役買っている。感情豊かでくるくると表情が変わるような活動的な少女で、フィデルから未だに子供扱いされる。実際に甘えがちなところもあるが、一度こうと決めると引かず責任感が強い。リリアと出会ってからの旅では、よく世話を焼きながらも懐かれるようになる。なお、見た目から想像できないほどの大食い。
『SO3』のフェイトとソフィアのような関係になっているが、ベタベタにならないように作られている。
リリア
声 - 小倉唯
種族 - 不明
武器 - なし
女性 / 生年月日 - 宇宙暦525年12月13日 / 身長 - 125cm / 体重 - 25kg
記憶と感情を失っている少女で、双子の姉・フェリアは行方不明となっている。何者かに狙われているが、フィデルとミキに出合い、自身から失われたものを取り戻すため、一緒に旅することになる。極めて特殊な能力を持っているようだが、一切が謎に包まれている。元来の人格や純真さ故なのか、不安や恐怖で戸惑わずに受け止める忍耐力や戦場の空気にも臆さない肝の据わったところがある。
ヴィクトル・オークヴィル
声 - 中村悠一
種族 - フェイクリード人
武器 - 騎士剣
男性 / 生年月日 - 宇宙暦505年7月20日 / 身長 - 188cm / 体重 - 77kg
レスリア王国軍で特殊部隊を率いる軍人。任務に忠実かつ部下の信頼も厚く、戦争で命を奪うことに葛藤し続ける生真面目な男性。パーティメンバーに対しても「殿」と呼びかける。王都に赴く途中のフィデル達に偶然と出会ってから助力し、その縁から作戦行動への協力を受けることになる。剣術指南に出向いたダリルに教えを受けたため、彼の流派としては弟弟子に当たる。
フィオーレ・ブルネリ
声 - 遠藤綾
種族 - フェイクリード人
武器 - 呪珠
女性 / 生年月日 - 宇宙暦512年10月31日 / 身長 - 161cm / 体重 - 44kg
ランドック王立呪印研究所に属する世界有数の呪印術士。レスリア軍に招聘され協力している。露出の高い特徴的な服を着こなす理知溢れる美女。優れた能力の証である呪印を隠さず示す意味があるもので、本人は至って常識人。クールな振る舞いを見せるが鷹揚で人当たり柔らかな性格であり、茶目っ気も覗かせる。
エマーソン・T・ケニー
声 - 諏訪部順一
種族 - 地球人
武器 - ボウガン
男性 / 生年月日 - 宇宙暦496年2月14日 / 身長 - 187cm / 体重 - 70kg
アンヌと行動を共にしている旅人の風体をした中年男性。旅の目的は不明ながら、ざっくばらんで常にフェアな行動を取ることに信条とし、酒と女性を愛して日々ナンパを勤しむ。ただし、過ぎた軽薄さではなく、時に毅然とした大人の態度を見せる。
アンヌ・ペトリシアニ
声 - 藤村歩
種族 - 地球人
武器 - ナックル
女性 / 生年月日 - 宇宙暦509年8月27日 / 身長 - 172cm / 体重 - 49kg
エマーソンの旅に同行する眉目秀麗で知的な女性。正反対のような性格である彼に振り回されることも多い。格闘術で凛然と戦闘をこなし、常識と理性で仲間を窘める役にもなるが、冷淡ではなく深い優しさを持っている。しっかり者だが、家事全般時折抜けた行動を見せることもある。無類の猫好きである。

### サブキャラクター
ダリル・カミューズ
声 - 置鮎龍太郎
種族 - フェイクリード人
武器 - 片手剣
男性 / 生年月日 - 宇宙暦488年6月19日 / 身長 - 180cm / 体重 - 75kg
フィデルの父親。妻を流行病で亡くしており、仕事の関係で葬式にすら出ることができなかったという。高名な剣術士であり、軍の剣術指南役を務めている。
テッド
声 - 下野紘
種族 - フェイクリード人
武器 - 片手剣
男性 / 生年月日 - 宇宙暦514年7月7日 / 身長 - 170cm / 体重 - 63kg
フィデルとミキの幼馴染。お調子者だが、幼い頃からダリルに剣術を教わってきたため、その剣術はなかなかのものである。道場でフィデルと稽古するのが日常となっている。
ウェルチ・ビンヤード
声 - 半場友恵
種族 - フェイクリード人
武器 - 杖
女性 / 生年月日 - 宇宙暦519年4月1日 / 身長 - 157cm / 体重 - 48kg
シリーズを通して登場する少女。自称「天才美少女クリエイター」。ミードックの街に自身の研究室である「ウェルチ・ラボ」を構えている。訪れたフィデルたちを勝手に助手に任命し、頼みごとを押しつけてくる。
グンター
声 - 土田大
種族 - フェイクリード人
武器 - ナックル
男性 / 生年月日 - 宇宙暦511年8月18日 / 身長 - 180cm / 体重 - 80kg
特殊部隊に所属するヴィクトルの部下の一人。語尾に「○○っす」を付ける。やんちゃな性格だが、上官からの信頼は厚い。作戦中では主に真っ先に突撃する役目を任されることが多い。
ハナ
声 - 武田華
種族 - フェイクリード人
武器 - 杖
女性 / 生年月日 - 宇宙暦515年3月11日 / 身長 - 165cm / 体重 - 40kg
特殊部隊に所属するヴィクトルの部下の一人。語尾に「ですわ」を付ける。育ちの良いお嬢様だが、気の強い一面もある。ランドックの王立呪印研究所で学んだ呪印術でサポートを行う。
ダックス
声 - 川島得愛
種族 - フェイクリード人
武器 - ボウガン
男性 / 生年月日 - 宇宙暦497年 / 身長 - 179cm / 体重 - 65kg
特殊部隊に所属するヴィクトルの部下の一人。寡黙な性格で必要なこと以外は話さない。彼のもたらす情報の正確性でチームを決定すると言っても過言でないほど、チームで重要な諜報隊員である。
ケイサス
声 - 林勇
種族 - クロノス人
男性 / 生年月日 - 宇宙暦523年 / 身長 - 146cm / 体重 - 36kg
ランドック王立呪印研究所の研究員で、フィオーレの師匠的存在な少年。ランドックの中でも彼に並ぶほど呪印に詳しい者はいないと評される呪印術研究の権威者である。
デル・スール
声 - 中井和哉
種族 - フェイクリード人
武器 - 両手剣
男性 / 生年月日 - 不明 / 身長 - 不明 / 体重 - 不明
トレクール王国軍で、剣術と呪印術を使いこなす。残忍で卑劣な手段を取ることも躊躇しない。フィデルの父親であるダリルをライバルとしており、執着に討ち取ろうとしている。
パヴィヌ
声 - 佐藤せつじ
種族 - クロノス人
武器 - 銃
男性 / 生年月日 - 宇宙暦508年1月9日 / 身長 - 不明 / 体重 - 不明
クロノス軍の将校。口が悪く短気な性格で、トラブルを暴力で解決しようとしている。とある人物の命令からリリアをフィデルたちから奪回している。プライドが高く、巨大な武力で敵を完膚なまでに叩きのめすことを好んでいる。
ラフィネ
声 - 名塚佳織
種族 - クロノス人
武器 - 杖
女性 / 生年月日 - 宇宙暦508年12月4日 / 身長 - 不明 / 体重 - 不明
クロノス中央研究所の女性研究員。フィデルたちと協力してリリアを実験体から解放することを望んでいる。
クリストフ
声 - 上田燿司
種族 - クロノス人
クロノス中央研究所の男性研究員。リリアに父親として接していたが、フィデルたちと協力してリリアを実験体から解放した後に託した。
ティファン・ドラクロア
声 - 川原慶久
種族 - 地球人
武器 - 短剣
男性 / 生年月日 - 宇宙暦509年9月1日 / 身長 - 不明 / 体重 - 不明
チャールズ・D・ゴールの副官を務めている男性。エマーソンの部下でもある。冷静な判断力と危機管理能力で彼を苦労させており、暴挙に苦言しながらもその意図や思いを理解して後押しすることが多い。アンヌとは同郷かつ同期である。
アーロン
声 - 置鮎龍太郎
種族 - クロノス人
クロノスが誇る最新鋭の戦艦を務める男性艦長で、慇懃無礼で嫌味ばかり言う。とある任務を遂行するため、フィデルたちが乗っている宇宙戦艦に接近する。エマーソンを敵視しており、リリアを奪おうとしている。
トーラス
声 - 勝杏里
種族 - クロノス人
クロノスが保有している研究施設の男性所長。とある人物の援助を受けて、あることに関してから研究を進めている。非常かつ残忍な性格をしており、あらゆる生物は実験の道具だと考えており、リリアも実験の道具と考えている。

### その他のキャラクター
クルップ
声 - 辻親八
銀河連邦でワープドライブを研究している権威ある男性科学者。重力ワープエンジンの開発者でもある。エマーソンとは旧知の仲で、アカデミー時代のアンヌとも面識がある。
ディーン
声 - 乃村健次
銀河連邦軍を統べる男性指揮官。エマーソンの上司でもある。クロノスと協力して、クーデターの鎮圧に乗り出している。
ムータル
声 - 上田燿司
クロノス星系の大統領。とある事件からエマーソンに連絡するようになり、クーデターの鎮圧した主旨を持ちかけたりした。
ラドル・クリスチン
シリーズ恒例の迷子キャラクター。
ガブリエ・セレスタ
声 - 朝比奈拓見
トライエース作品恒例の隠しボス。
イセリア・クイーン
声 - 石田嘉代
トライエース作品恒例の隠しボス。

## 舞台

### 惑星
フェイクリード4号星
地球から6000光年以上離れた未開惑星で、文明水準は地球でいうところの15世紀から16世紀程度。原住民達は「呪印術」と呼ばれる魔術を用い、独自の発展を遂げている。
惑星上でもっとも広大な大陸であるヴェスティール大陸に惑星人口の50％以上が集中している。レスリア王国は呪印術の研究が進んでいるランドック王国と友好を深めており、一方でトレクール王国とは長らく領土争いを繰り広げている。
クロノス
フェイクリード4号星から5千光年以上離れており、ワープ技術を持つ近代国家。技術レベルでは銀河連邦に勝るとも劣らない。
ストリーム
『SO1』、『SO3』に登場した惑星。古代から存在しており、遺跡にあるタイムゲートを利用することで時空の壁を越えることができる。銀河連邦により監視されており、研究以外の目的で利用することはできない状態となっている。

### 艦船
チャールズ・D・ゴール
銀河連邦が所有する最新鋭の宇宙戦艦で、正式名称は「GFSS - 2417F」。長期に渡る調査のために多くの乗員が可能な大型の探査戦闘船で、強力な武装やシールドなどを積んでいる。内部はかなり広く、一つの街のように武器や道具が購入できる店、シックベイと呼ばれる治療施設、トランスポーターで完備されている。

## 用語
呪印術
惑星フェイクリードに伝わる特殊な魔術。肉体に「呪印」と呼ばれる紋様を刻むことで、その呪印に応じたさまざまな効果を発現可能となる。使用者は「呪印術士」と呼ばれる。
通常は術者が最も効率の高い自身の身体の一部に刻み込んでおり、複雑な呪印ほど強力な効果を発揮することで発動可能となる。ヴェスティール大陸ではランドック王国の王立研究所を中心に最も発展を遂げている。
暗黒の7年間
レスリア王国とランドック王国の周辺にある動物たちが突如凶暴化した謎の現象。呪印を持つ「呪印生物」が出現しており、原住民を襲い始めている。
平和だったレスリア王国を襲った不安定な時期に動物の凶暴化が原因で、強盗団の増加などで国力は低下した。王国辺境では滅亡の危機に陥っている。さらに治安維持に追われる隙を突かれて、隣国との戦争状態になったことから呼ばれている。

## 主題歌
『Astra Nova』
歌 -  androp
本作のための書き下ろし楽曲で、主人公・フィデルの想いが歌詞に綴られている。

## 評価
戦闘システムの3すくみの崩壊と言った大雑把なゲームバランス、カメラワークの悪さ、似たり寄ったりのクエストなどの様々な問題点から、ユーザーからの評価は低いとされる。
プロデューサーの小林秀一は「大手を振って皆さんを満足させられたか、というとそうではなかった」と後悔している旨を語っている。

## スタッフ
- プロデューサー：小林秀一
- ディレクター：小川浩
- 開発プロデューサー：小島創
- 音楽：桜庭統
- シナリオ：五反田義治 / 中澤光博（株式会社ORG）
- キャラクターデザイン：あきまん
- リードR&Dプログラマー：五反田義治
- ゲームデザイン&スーパーバイザー：則本真樹

## 関連商品
ドラマCD
タワーレコードから2016年5月26日に発売された。本編では明らかにされていない過去などのエピソードが追加されている。

## ラジオ
『石川界人・中村悠一のスター"ラジ"オーシャン』の番組タイトルで、2016年1月6日から超!A&G+にて毎週水曜日21時30分（リピート放送：毎週木曜日9時30分）から配信されているラジオ番組。パーソナリティは石川界人（フィデル・カミューズ 役）と中村悠一（ヴィクトル・オークヴィル 役）。同年7月6日よりパーソナリティが中村のみとなり、番組タイトルを『スター"ラジ"オーシャン』と改めて配信。同年10月19日からパーソナリティにマフィア梶田が加わり、番組タイトルを『スターラジオーシャン アナムネシス』と改めて配信している。